# عمارة إحياء المايا

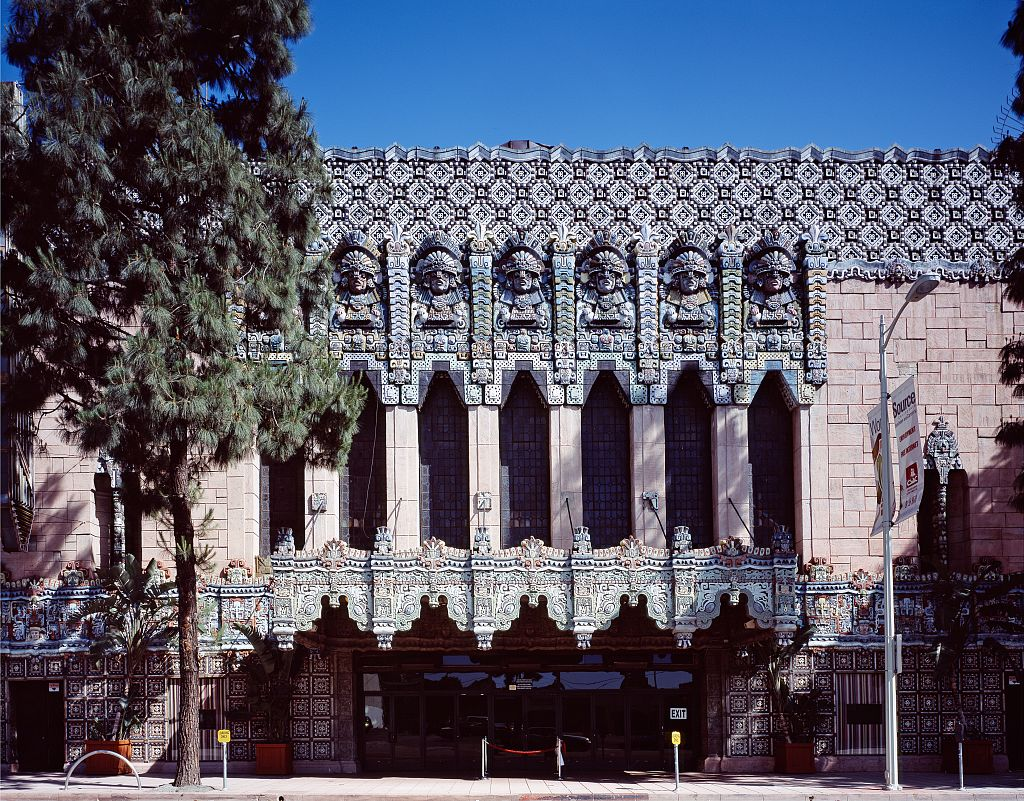

إحياء المايا هو أسلوب معماري حديث، يعود بشكل أساسي إلى عشرينيات وثلاثينيات القرن الماضي في الأمريكتين، استوحى الإلهام من العمارة وأيقونات ثقافات أمريكا الوسطى ما قبل الكولومبية.

## الأصول
على الرغم من أن المصطلح يشير بشكل محدد إلى حضارة المايا في جنوب المكسيك وأمريكا الوسطى، إلا أن هذا الأسلوب الإحيائي يمزج في كثير من الأحيان بين الزخارف المعمارية والفنية للمايا، «سرقات مرحة للعناصر المعمارية والزخرفية» مع تلك الموجودة في ثقافات أمريكا الوسطى الأخرى، لا سيما تصميم العمارة المكسيكية المركزية الأزتكية من فترة ما قبل الاتصال كما هو معروض من قبل الميكسيكا ومجموعات الناوا الأخرى. على الرغم من وجود تأثيرات متبادلة بين هذه التقاليد الفنية الأصلية والمتميزة والغنية بالتنوع ما قبل الكولومبي، إلا أن التوفيق بين هذه النسخ الحديثة غالبًا ما يكون غير تاريخي.
تتبع المؤرخة مارغوري إنغل هذا النمط إلى مبنى اتحاد عموم أمريكا الذي صممه بول فيليب كريت (1908-1910)، والذي يضم العديد من الزخارف المستمدة من التقاليد الأصلية للأمريكتين. تشمل عناصر المايا والميكسيكا على وجه التحديد في مبنى اتحاد عموم أمريكا على فسيفساء الأرضية المحيطة بنافورة مركزية (نُسخت معظم الزخارف مباشرة من المنحوتات في كوبان) والأشكال على الأضواء المحيطة بمدخل المبنى. أيضًا، هناك العديد من التفاصيل المعمارية الحجرية في متحف الفن في الأمريكتين، التي نُسخت من فن المايا والميكسيكا.

## إحياء المايا في فترة الآرت ديكو (الفن زخرفي)
عمل الكثير من المعماريين البارزين بهذا الأسلوب، بما في ذلك فرانك لويد رايت. نسخ منزل هوليهوك للمعماري رايت في أوليف هيل في لوس أنجلوس شكل المعابد في بالينكي وامبيرال هوتيل في طوكيو على شكل هرم أمريكا الوسطى. بُني منزل إينيس ومنزل ميلارد (لا مينياتورا) وبيت المخزن ومنزل فريمان في لوس أنجلوس في نظام كتلة النسيج الخرساني الخاص به، مع نقوش بارزة وبناء وحدة معيارية تستحضر الزخرفة المعمارية على واجهات مباني أوشمال.
عمل نجل رايت، مهندس المواقع والمعماري لويد رايت، كمدير إنشاءات لثلاثة من أربعة بيوت من بيوت قوالب النسيج التي صممها والده. صمم بشكل مستقل منزل جون سودن الشهير من حضارة المايا في عام 1926 في منطقة لوس فيليز في هوليوود.
شيد تلميذ رايت آراتا إندو فندق كوشين في ثلاثينيات القرن العشرين، متأثرًا بشكل كبير بعمارة فندق الامبيرال في طوكيو.
ربما يكون هرم بيث شولوم الضخم بسقفه الهندي هو أكثر المباني التي جرى فيها الاستحضار المباشر لأشكال المايا من قبل رايت في عام 1953.